# Dario Šarić
Dario Šarić (IPA: [dârjo ʃǎritɕ]; Sebenico, 8 aprile 1994) è un cestista croato di ruolo ala grande, professionista in NBA con i Sacramento Kings.

## Carriera
Ha vinto due europei, Under-16 e Under-18 con la maglia della Croazia, a Bar (Montenegro) e a Vilnius (Lituania)

## Statistiche

### NBA

#### Regular Season
| Anno      | Squadra            | PG  | PT  | MP   | TC%  | 3P%  | TL%  | RP  | AP  | PRP | SP  | PP   |
| --------- | ------------------ | --- | --- | ---- | ---- | ---- | ---- | --- | --- | --- | --- | ---- |
| 2016-2017 | Philadelphia 76ers | 81  | 36  | 26,3 | 41,1 | 31,1 | 78,2 | 6,3 | 2,2 | 0,7 | 0,4 | 12,8 |
| 2017-2018 | Philadelphia 76ers | 78  | 73  | 29,6 | 45,3 | 39,3 | 86,0 | 6,7 | 2,6 | 0,7 | 0,3 | 14,6 |
| 2018-2019 | Philadelphia 76ers | 13  | 13  | 30,5 | 36,4 | 30,0 | 90,0 | 6,6 | 2,0 | 0,3 | 0,2 | 11,1 |
| 2018-2019 | Minnesota T'wolves | 68  | 28  | 23,9 | 45,4 | 38,3 | 87,5 | 5,5 | 1,5 | 0,6 | 0,1 | 10,5 |
| 2019-2020 | Phoenix Suns       | 66  | 51  | 24,7 | 47,6 | 35,7 | 84,4 | 6,2 | 1,9 | 0,6 | 0,2 | 10,7 |
| 2020-2021 | Phoenix Suns       | 50  | 4   | 17,4 | 44,7 | 34,8 | 84,8 | 3,8 | 1,3 | 0,6 | 0,1 | 8,7  |
| 2022-2023 | Phoenix Suns       | 37  | 12  | 14,4 | 42,7 | 39,1 | 81,8 | 3,8 | 1,5 | 0,4 | 0,1 | 5,8  |
| 2022-2023 | Oklahoma Thunder   | 20  | 0   | 13,7 | 51,5 | 39,1 | 84,4 | 3,3 | 0,9 | 0,4 | 0,1 | 7,4  |
| 2023-2024 | G.S. Warriors      | 64  | 9   | 17,2 | 46,6 | 37,6 | 84,9 | 4,4 | 2,3 | 0,5 | 0,2 | 8,0  |
| 2024-2025 | Denver Nuggets     | 16  | 4   | 13,1 | 36,2 | 26,9 | 70,0 | 3,1 | 1,4 | 0,4 | 0,1 | 3,5  |
| Carriera  | Carriera           | 493 | 230 | 22,5 | 44,4 | 36,0 | 83,7 | 5,3 | 1,9 | 0,6 | 0,2 | 10,4 |

#### Play-off
| Anno     | Squadra            | PG | PT | MP   | TC%  | 3P%  | TL%  | RP  | AP  | PRP | SP  | PP   |
| -------- | ------------------ | -- | -- | ---- | ---- | ---- | ---- | --- | --- | --- | --- | ---- |
| 2018     | Philadelphia 76ers | 10 | 10 | 32,9 | 42,1 | 38,5 | 85,0 | 7,3 | 3,5 | 1,0 | 0,4 | 17,2 |
| 2021     | Phoenix Suns       | 14 | 0  | 10,5 | 46,7 | 44,4 | 92,9 | 2,5 | 1,0 | 0,1 | 0,1 | 4,5  |
| Carriera | Carriera           | 24 | 10 | 19,8 | 43,2 | 40,0 | 87,0 | 4,5 | 2,0 | 0,5 | 0,2 | 9,8  |

#### Massimi in carriera
- Massimo di punti: 32 vs Chicago Bulls (24 marzo 2017)[1]
- Massimo di rimbalzi: 17 (2 volte)
- Massimo di assist: 9 vs Toronto Raptors (21 dicembre 2017)
- Massimo di palle rubate: 5 vs Golden State Warriors (30 ottobre 2019)
- Massimo di stoppate: 3 (2 volte)
- Massimo di minuti: 49 vs Oklahoma City Thunder (15 dicembre 2017)

## Palmarès

### Squadra
- Campionato croato: 1

Cibona Zagabria: 2012-13
- Coppa di Croazia: 1

Cibona Zagabria: 2013
- Coppa di Turchia: 1

Anadolu Efes: 2014-15
- Coppa del Presidente: 1

Anadolu Efes: 2015
- Lega Adriatica: 1

Cibona Zagabria: 2013-14

### Individuale
- NBA All-Rookie First Team (2017)
- MVP Lega Adriatica: 1

Cibona Zagabria: 2013-14
- MVP finals Lega Adriatica: 1

Cibona Zagabria: 2013-14
- ABA Liga Top Prospect: 1

Cibona Zagabria: 2013-14
- FIBA Europe Young Men's Player of the Year Award: 2

2013, 2014